# Zailian
 (juin 2024).
Si vous disposez d'ouvrages ou d'articles de référence ou si vous connaissez des sites web de qualité traitant du thème abordé ici, merci de compléter l'article en donnant les références utiles à sa vérifiabilité et en les liant à la section « Notes et références ».
Zailian (载濂), Prince de premier rang, né en 1854 et mort en 1917, fut un prince chinois fils du prince Yicong lui-même fils de l'empereur, Daoguang.
Il est connu pour avoir été ministre tout en ayant soutenu les boxers en les accueillant dans sa résidence du jardin de Qinghua, à l'emplacement actuel de l'Université de Qinghua[réf. nécessaire].